# Agua Blanca, Salina Cruz
Agua Blanca är en ort i Mexiko.   Den ligger i kommunen Salina Cruz och delstaten Oaxaca, i den sydöstra delen av landet, 500 km sydost om huvudstaden Mexico City. Agua Blanca ligger 69 meter över havet och antalet invånare är 168.
Terrängen runt Agua Blanca är platt österut, men västerut är den kuperad. Terrängen runt Agua Blanca sluttar österut.  Närmaste större samhälle är Salina Cruz, 3,7 km sydost om Agua Blanca. 